# Генеральный совет Нью-Гэмпшира
Генера́льный сове́т Нью-Гэ́мпшира (англ. New Hampshire General Court) — двухпалатный парламент штата Нью-Гэмпшир, состоящий из Сената и Палаты представителей, в которых заседают 24 и 400 депутатов соответственно. На одного сенатора приходится 16.67 представителей, что делает Нью-Гэмпшир лидером по этому показателю в США. Легислатура заседает в Капитолии, расположенном в столице штата — Конкорде, и построенном в 1819 году. Зал заседаний Палаты представителей — старейшее в стране законодательное помещение в непрерывном пользовании, а в нумерации рядов отсутствует номер «13» из-за трискайдекафобии.
Срок полномочий депутатов в обеих палатах составляет два года без ограничений на количество переизбраний. Заработная плата за один срок номинальна и составляет 200 долларов + расходы на транспорт, поэтому у всех законодателей есть также и их основная работа.

## Палата представителей
Палата представителей Нью-Гэмпшира состоит из 400 депутатов, что делает её самой многочисленной нижней палатой среди легислатур штатов США, причём с большим запасом: на втором месте располагается Палата представителей парламента Пенсильвании, насчитывающая 203 депутата. Она также является четвёртой по размеру в англоговорящем мире после Палаты общин в Великобритании (650 депутатов), Лок сабхи в Индии (543) и Палаты представителей федерального Конгресса США (435).
Кандидаты в Палату избираются по 204 округам. Количество депутатов от округа зависит от населения, так что малочисленные округа избирают всего одного депутата, в то время как многочисленные — вплоть до 11. В округах с несколькими кандидатами избиратели имеют право отдать голос столько раз, сколько доступно парламентских мест (например, в округе, откуда избираются два депутата, избиратели могут проголосовать за двух кандидатов). На каждого депутата Палаты приходится примерно 3300 граждан.

## Сенат
Сенат начал свою работу в 1784 году и изначально состоял из 12 членов, однако в 1879 году состав палаты был увеличен до 24 сенаторов.